# Kelet-Góbi tartomány
Kelet-Góbi tartomány (mongolul: Дорноговь аймаг) Mongólia huszonegy tartományának (ajmag) egyike. Az ország délkeleti részén terül el, székhelye Szajnsand.
- Terület – 109 500 km2
- Népesség – 66 606 fő (2016)[1]
- Népsűrűség – 0.61 fő/km²
- Alapítás éve – 1931
- Tartományi székhely Szajnsand.

## Földrajz
Nyugaton Közép-Góbi- és Dél-Góbi-, északon Góbi-Szümber- és Hentij-, keleten Szühebátor tartomány határolja; délen és délkeleten Kínával határos. Itt van Mongólia „déli kapuja”, a határállomás: Dzamin-Űd (Замын-Үүд).
A tartomány nagy része a Góbi félsivatagos és sivatagos területén, 1200–1600 m magasságban (tszf) fekszik. Közel 400 kisebb tava van, melyek csapadékhiányos időszakban kiszáradnak. 
Az éghajlat szélsőségesen kontinentális. A januári középhőmérséklet -24 °C, a júliusi 21 °C. Az éves csapadékmennyiség kb. 150 mm.
A tartományt délkelet felé átszeli a Transzmongol vasútvonal. Mellette vezet az Ulánbátor–Szajnsand–Dzamin-Űd (határállomás) aszfaltozott főút, melynek építését 2014-ben fejezték be.
Ásványi kincsei: kőszén (Alagtogó, Алагтогоо), fluorit (Dalandzsargal járás), kőolaj. A Góbiban, Szajnsand tartományi székhelytől kb. 45 km-re délre, Dzűnbajan (Зүүнбаян) környékén 1940-ben jelentős olajlelőhelyet fedeztek fel, kitermelését (természetesen Oroszországgal közösen) 1948-ban kezdték meg. Később ugyanott olajfeldogozó üzem is épült, és Szajnsandtól odáig vasútvonalat fektettek le. 1969-ben azonban a termelést leállították.
A tartományi székhelytől kb. 25 km-re délre, a Tusile-hegynél, kis- és nagytestű dinoszauruszok maradványainak jelentős lelőhelye található. 

## Népessége
| 2010 | 58 612 |
| 2015 | 65 267 |

## Járások

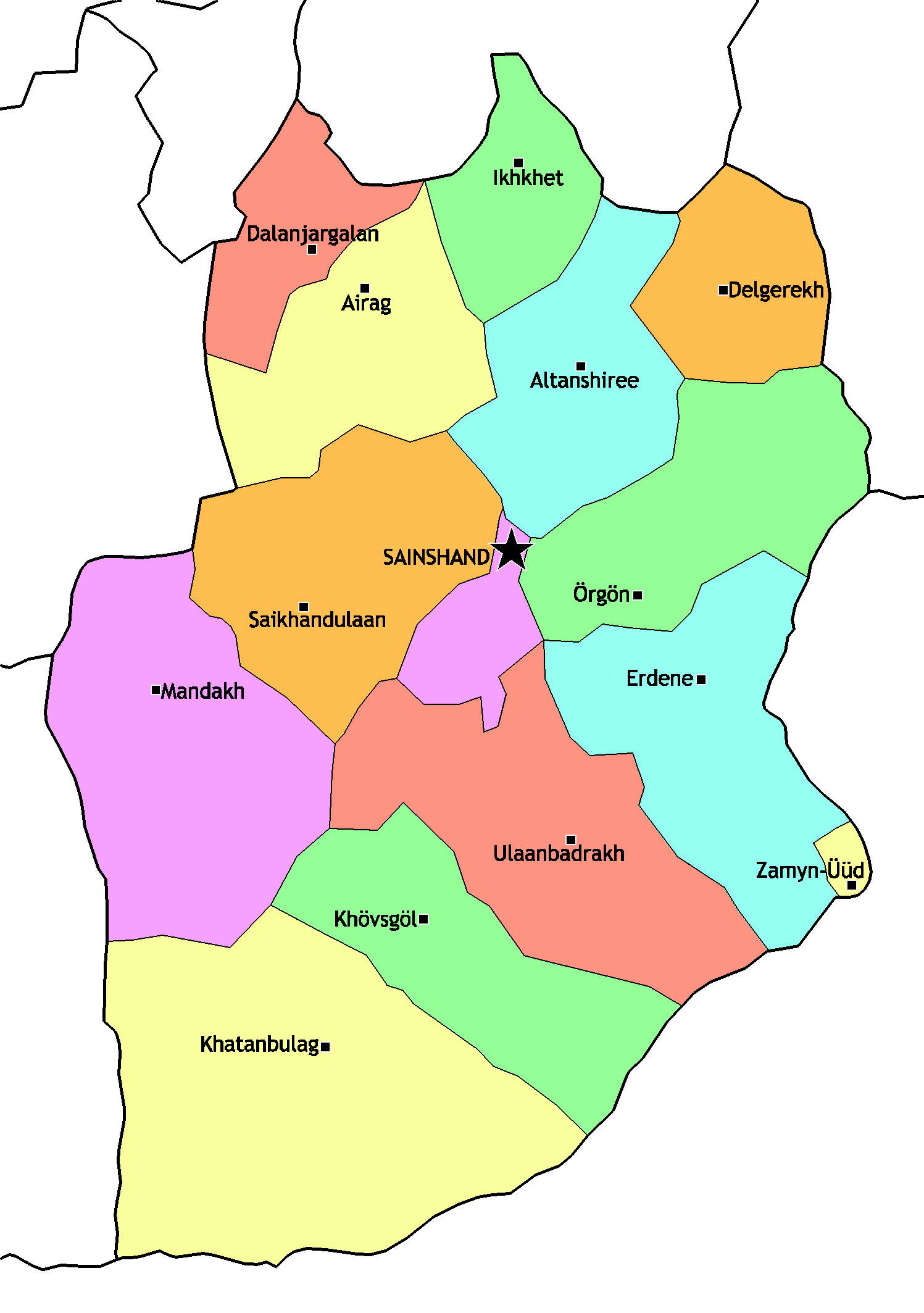
Kelet-Góbi tartomány járásai

| Járás                 | Mongol nyelven    |
| --------------------- | ----------------- |
| Ajrag járás           | Айраг сум         |
| Altansiré járás       | Алтанширээ сум    |
| Dalandzsargalan járás | Даланжаргалан сум |
| Delgereh járás        | Дэлгэрэх сум      |
| Dzamin-Űd járás       | Замын-Үүд сум     |
| Erdene járás          | Эрдэнэ            |
| Hatanbulag járás      | Хатанбулаг сум    |
| Hövszgöl járás        | Хөвсгөл сум       |
| Ihhet járás           | Иххэт сум         |
| Mandah járás          | Мандах сум        |
| Örgön járás           | Өргөн сум         |
| Szajhandulán járás    | Сайхандулаан сум  |
| Szajnsand járás       | Сайншанд сум      |
| Ulánbadrah járás      | Улаанбадрах сум   |